# Susana (Santa Fé)
Susana é uma comuna da Argentina localizada no departamento de Cartellanos, província de Santa Fé.